# Moritz Neumeier

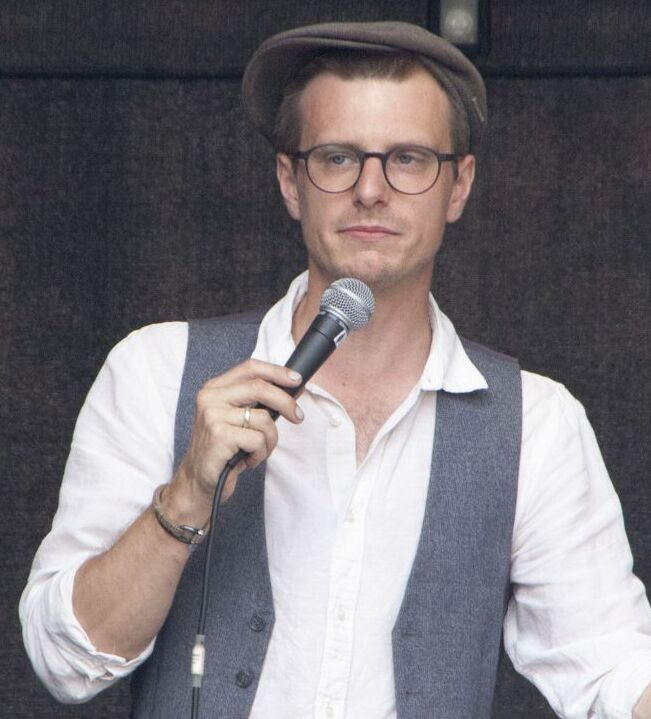
Moritz Neumeier, 2022

Moritz Neumeier (* 27. Januar 1988 in Preetz) ist ein deutscher Stand-up-Comedian.

## Leben
Neumeier wuchs gemeinsam mit sieben Geschwistern in Schleswig-Holstein auf. Er besuchte das Sophie-Scholl-Gymnasium in Itzehoe. Ab 2008 nahm er an Poetry-Slams in Deutschland, Österreich und der Schweiz teil. Er war Slam Master und Moderator eigener Poetry-Slams, unter anderem in Kiel, Lüneburg und Hamburg-Bergedorf sowie Leiter von Poetry-Slam-Workshops für die Kieler Kulturagentur „Assemble Art“ und Moderator mehrerer Veranstaltungen für die Organisation „Kampf der Künste“ in Hamburg. Bis zum Mai 2015 bildete er zusammen mit Jasper Diedrichsen das Kabarettduo Team & Struppi.
Im Jahr 2012 feierte sein Bühnenprogramm Satire macht frei im Deutschen Schauspielhaus in Hamburg Premiere. 2013 wurde es umbenannt in Kein scheiß Regenbogen. 2014 gründete Neumeier eine Stand-up-Veranstaltung nach US-amerikanischem Vorbild im „Grünen Jäger“ in Hamburg. Aus dieser ging das Stand-up-Kollektiv „Stand Up Hamburg“ hervor. 2016 erschien das zweite Solo-Programm Stand Up.
Seit 2015 veröffentlichte er einen wöchentlichen Videoblog, zunächst unter dem Namen Auf eine Zigarette mit Moritz Neumeier. Da Neumeier auf Wunsch seiner Frau seinen Zigarettenkonsum einschränken wollte, wurde der Videoblog mit seiner 100. Folge im Jahr 2016 in Auf einen Kaffee mit Moritz Neumeier umbenannt. Er erschien montags und wurde unter anderem von ZEITonline präsentiert. In ihm redete Moritz Neumeier vorrangig über gesellschaftliche Themen wie Fremdenhass und Sexismus. Um zu verhindern, dass vor seinem Blog Wahlwerbung für die AfD geschaltet wird, verzichtete Neumeier im Lauf des Jahres 2016 auf vorgeschaltete Werbung. Später wurde die wöchentliche Sendung vom rbb produziert und werbefrei innerhalb des Medienangebotes funk präsentiert. 2019 endete diese Zusammenarbeit und auch der Videoblog.
Gemeinsam mit Till Reiners veröffentlicht Neumeier seit 2017 den wöchentlichen Satire-Podcast Talk ohne Gast, welcher bei Radio Fritz zu hören ist. Gemeinsam gründeten sie im Jahr 2016 die Impro-Stand-Up-Show Schund & Asche, die monatlich im Hamburger Polittbüro stattfindet. Darüber hinaus spielen sie auch gemeinsame Duo-Shows im deutschsprachigen Raum. Zu Beginn der COVID-19-Pandemie waren Reiners und Neumeier Gastgeber der ZDF-Comedyshow HOMIES, in welcher sie von verschiedenen Künstlern und Comedians per Livestream unterstützt wurden. Seit 2023 moderiert er auf dem von Fritz betriebenen YouTube-Kanal Comedy Kollektiv die Show falsch, aber lustig.
Er ist regelmäßig Gast in Fernsehshows, wie z. B. Die Carolin Kebekus Show, Luke! Die Greatnightshow, Die Anstalt, Extra 3.
In der am 19. November 2023 in 3sat ausgestrahlten Comedyshow Till Reiners’ Happy Hour Folge 19 sorgte er für Kritik. Neumeier kontrastierte in seinem Auftritt die Position, man müsse Geflüchtete abschieben, weil diese angeblich das Gesundheitssystem belasteten, mit der Idee, „Deutsche über 70“ zu töten. Das ZDF ordnete ein, er habe damit eine aus seiner Sicht unmenschliche These durch Übertreibung und eine zynische Gegenthese kritisiert. Nach dem Eingang von Morddrohungen erhielt Neumeier darauffolgend Polizeischutz.
Ende Januar 2025 veröffentlichte Neumeier den Podcast Was will die AfD?, in dem er das Wahlprogramm der Alternative für Deutschland zur Bundestagswahl 2025 analysierte.

## Persönliches
Neumeier wohnt mit seiner Frau und drei Kindern in Norddeutschland.

## Programme
- 2015: Kein scheiß Regenbogen
- 2016: Stand Up
- 2018: Hurra.
- 2019: Lustig.
- 2020: Ich weiss das doch auch nicht.
- 2021: Am Ende is eh egal.
- 2022: Kollaps.
- 2023: Unangenehm.
- 2025: Was soll passieren?

## Veröffentlichungen
- 2010: Drei Wunden – Literatur der Unterschicht, Periplaneta Verlag, Berlin 2010, ISBN 978-3-940767-49-3
- 2010: Eich-Hörnchen (Live) CD
- 2015: Kein scheiß Regenbogen – (Live) DVD
- 2019: Hurra - Stand Up Programm (Live) DVD
- 2020: Ich weiss das doch auch nicht. - Stand Up Programm (Live) DVD
- 2021: Urlaub trotz Kindern, Gräfe und Unzer Verlag, München 2021, ISBN 978-3-8464-0868-1
- 2025: Kleiner Papa – Großer Papa, Verlag Friedrich Oetinger, Hamburg 2025, ISBN 978-3-7512-0687-7

## Auszeichnungen
- 2010: Weidener Literaturpreis[3] (der Preis wurde in jenem Jahr an alle Teilnehmer des Poetry-Slams verliehen)[16][17]
- 2017: Hessischer Kabarettpreis, Förderpreis 'Grie Soß'
- 2021: Salzburger Stier[18]
- 2024: Deutscher Kleinkunstpreis in der Sparte Kabarett[19]

Auszeichnungen mit Team & Struppi
- 2010: Gewinner des Team-Wettbewerbs der deutschsprachigen Poetry-Slam-Meisterschaften
- 2011: Bielefelder Kabarettpreis
- 2011: „Goldene Weißwurscht“, München
- 2011: Silberner Rostocker Koggenzieher
- 2012: St. Ingberter Pfanne
- 2013: Deutscher Kleinkunstpreis, Förderpreis der Stadt Mainz

Auszeichnungen mit dem Programm Kein scheiß Regenbogen
- 2015: Dortmunder Kabarett- und Comedy-PoCKal[20]
- 2015: St. Ingberter Pfanne
- 2016: Hamburger Comedy Pokal, Hauptpreis und Publikumspreis[21]